# Складане крило

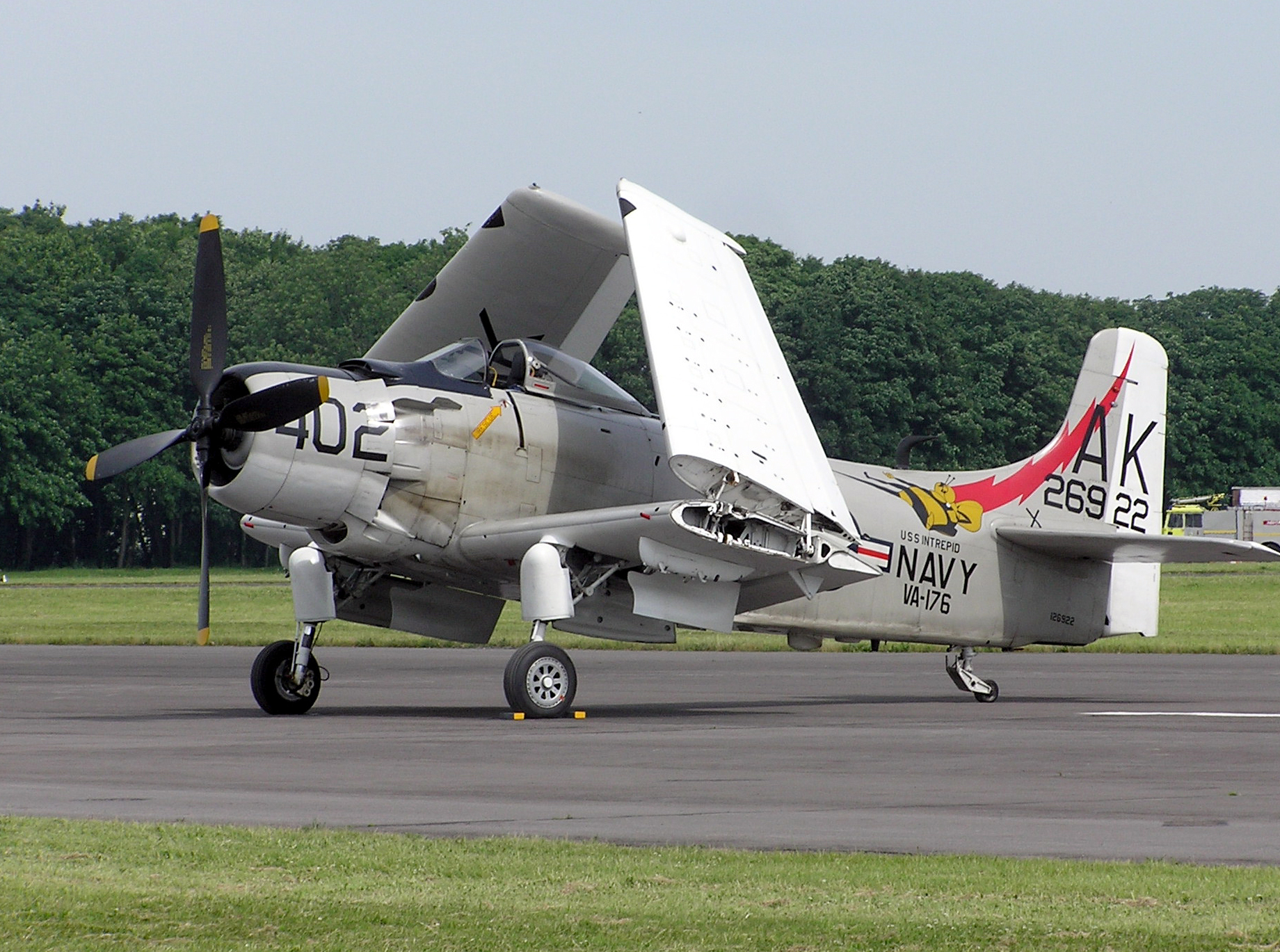
A-1 Skyraider зі складеними напівкрилами

Складане крило — конструкція крила літака, яка дозволяє його складання для економії простору. Така конструкція характерна передусім для палубних літаків, більшість із них мають складані крила. 

## Історія
Механізм складання крил біплана вперше запатентувала 1913 року британська компанія Short Brothers. Цю конструкцію вони використали в серії літаків Short Folder, найвідомішим з яких є Short 184, який з'явився 1915 року — перший літак, що потопив корабель торпедою, злетівши з одного з перших авіатендерів «Бен-ме-Хрі».
1920 року з'явився патент на моноплан-високоплан зі складаним крилом, але до виробництва не дійшло.
Першим літаком з гідравлічною системою складання став американський торпедоносець Douglas TBD Devastator, прийнятий на озброєння 1937 року, він же став першим палубним монопланом Флоту США. Попри це, більшість американських літаків до початку Другої світової не могли складати крила. З початком війни потреба у великій кількості літаків на відносно малій кількості авіаносців (складане крило могло збільшити кількість літаків на кораблі вдвічі) призвела до створення компанією Grumman унікальної конструкції Sto-Wing зі складанням напівкрила вздовж корпусу із поворотом, яку пристосували до F4F-4 Wildcat, а потім застосовували на F6F Hellcat, TBF Avenger тощо. Ця система застосовується досі на літаках Grumman, як от на E-2 Hawkeye.
З початком Другої світової все більше палубних літаків отримували складані конструкції, а після війни майже всі. Відомими винятками є американські A4D/A-4 Skyhawk, F-35B, британський Sea Harrier, а також французький Dassault Rafale M, але ці літаки є достатньо компактними[джерело?]. 

## Опис
Більшість палубних літаків з кінця Другої світової мають складані крила, а деякі літаки також мають складане горизонтальне або вертикальне оперення. Палубні гелікоптери також зазвичай мають складані лопаті гвинта[джерело?].
Можливість складання аеродинамічних поверхонь поширюється не лише на палубну авіацію. Шведський Saab 37 Viggen мав складаний кіль для розміщення в низьких ангарах. Деякі літаки, як B-52 Stratofortress та KC-135 Stratotanker, мають складану (щоправда, швидке складання не передбачено) конструкцію кіля для обслужування та ремонту. Також передбачається складання крила для Boeing 777X: подовжені крила не відповідають допускам для деяких аеропортів, тому для руління та стоянки закінцівки крила з розмахом 71,8 метра складаються до розмаху 64,85 метра, рівного розмаху популярного Boeing 777-300ER.
Складані крила також поширені для БПЛА, ракет і авіабомб (зокрема, крилатих ракет і крилатих бомб, які покладаються на підіймальну силу та потребують відповідного розмаху крила). Наприклад, у транспортному положенні є складеними крила безпілотника Switchblade, ракет Storm Shadow і «Калібр», авіабомб GBU-39 і JDAM-ER.
Існує також концепція складання кінців крил у польоті для зменшення аеродинамічного опору та підвищення керованості на великих швидкостях, зокрема, надзвукових. Ця можливість тестувалась на XB-70 Valkyrie в 1960-х, а нині знову досліджується NASA.

## Галерея

### Складання поперек фюзеляжу

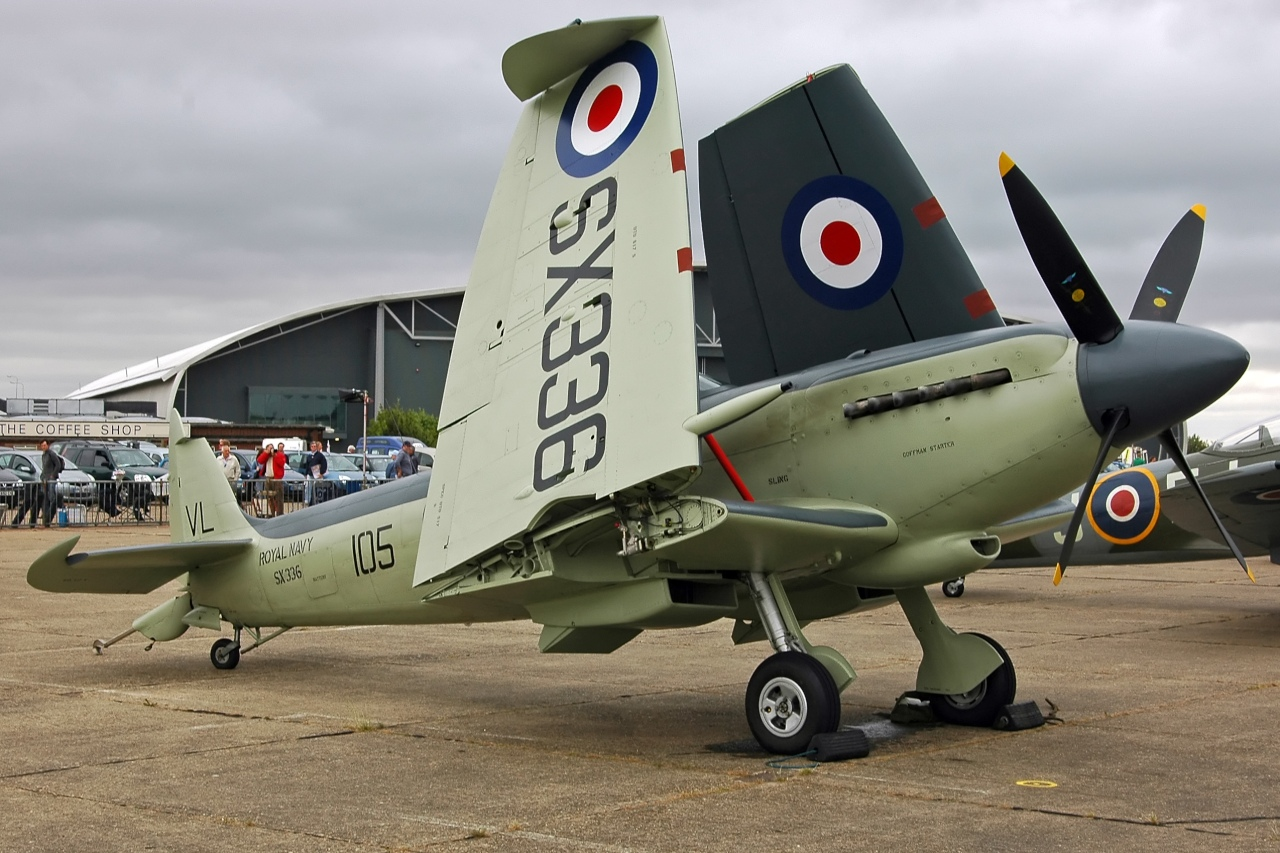
Подвійне складання Supermarine Spitfire
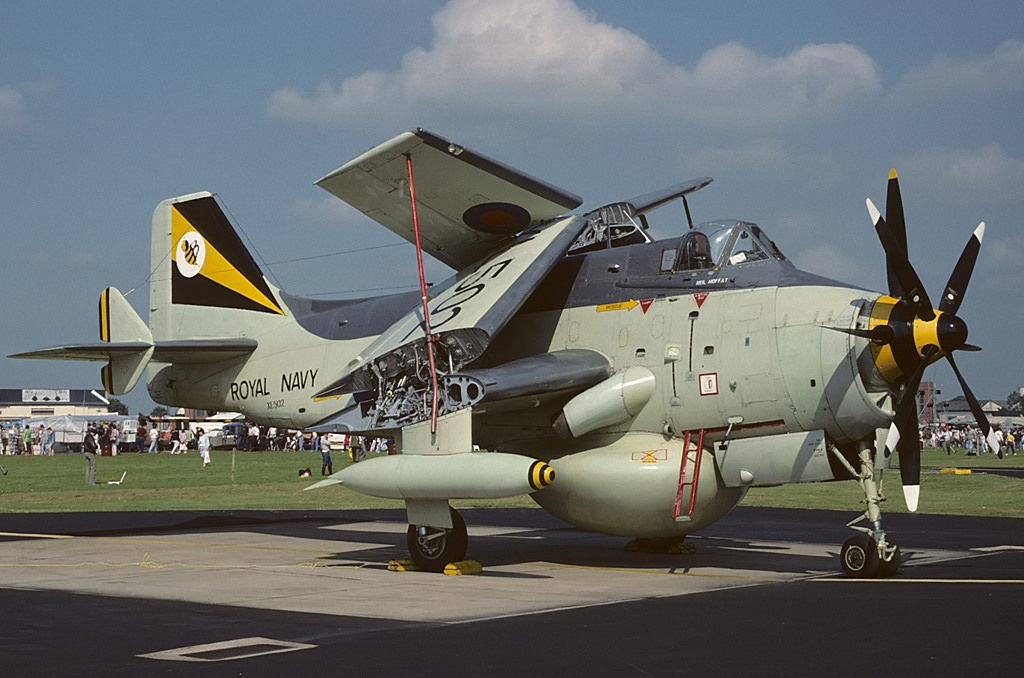
Подвійне складання Fairey Gannet[en] AEW3
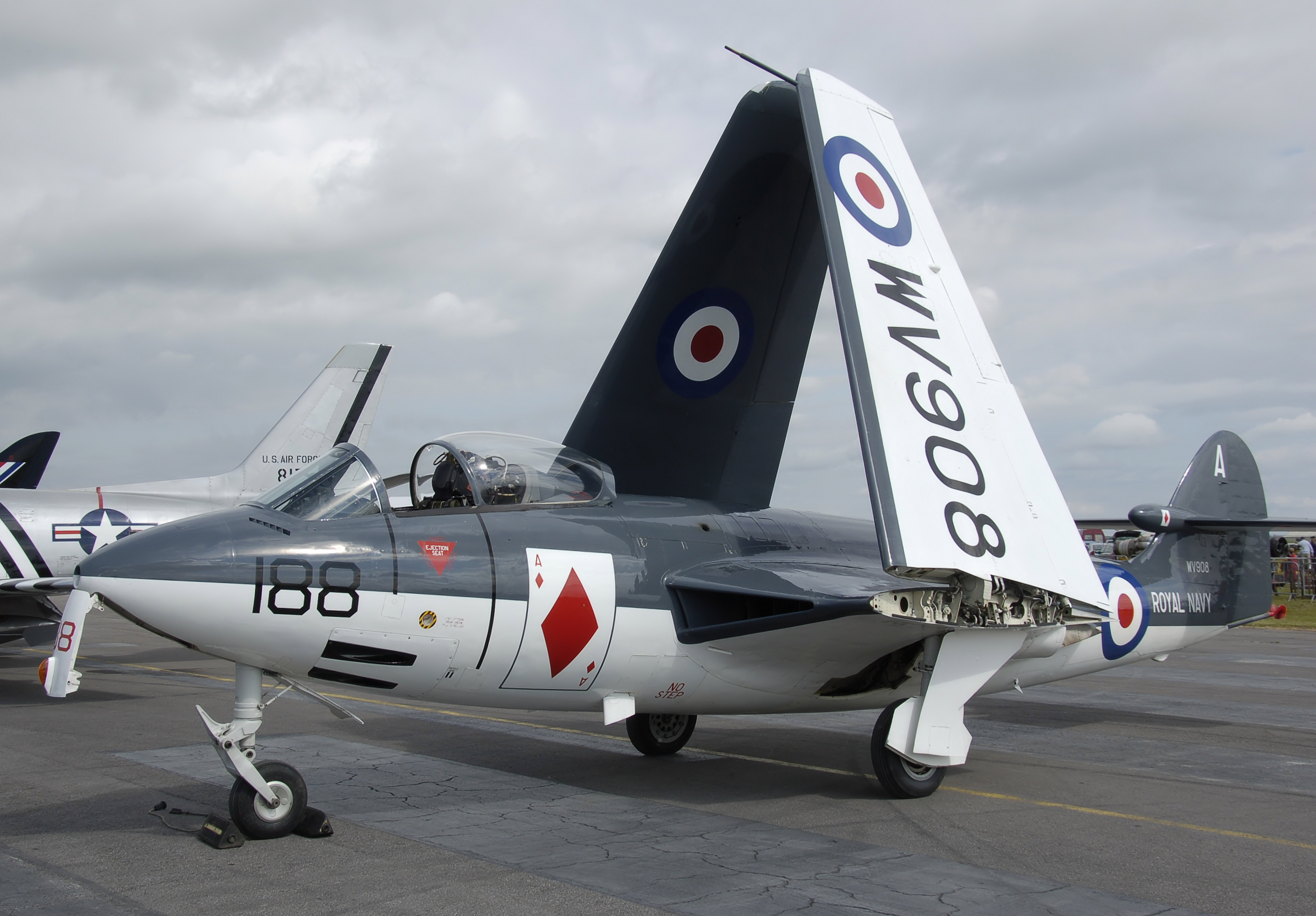
Hawker Sea Hawk[en]
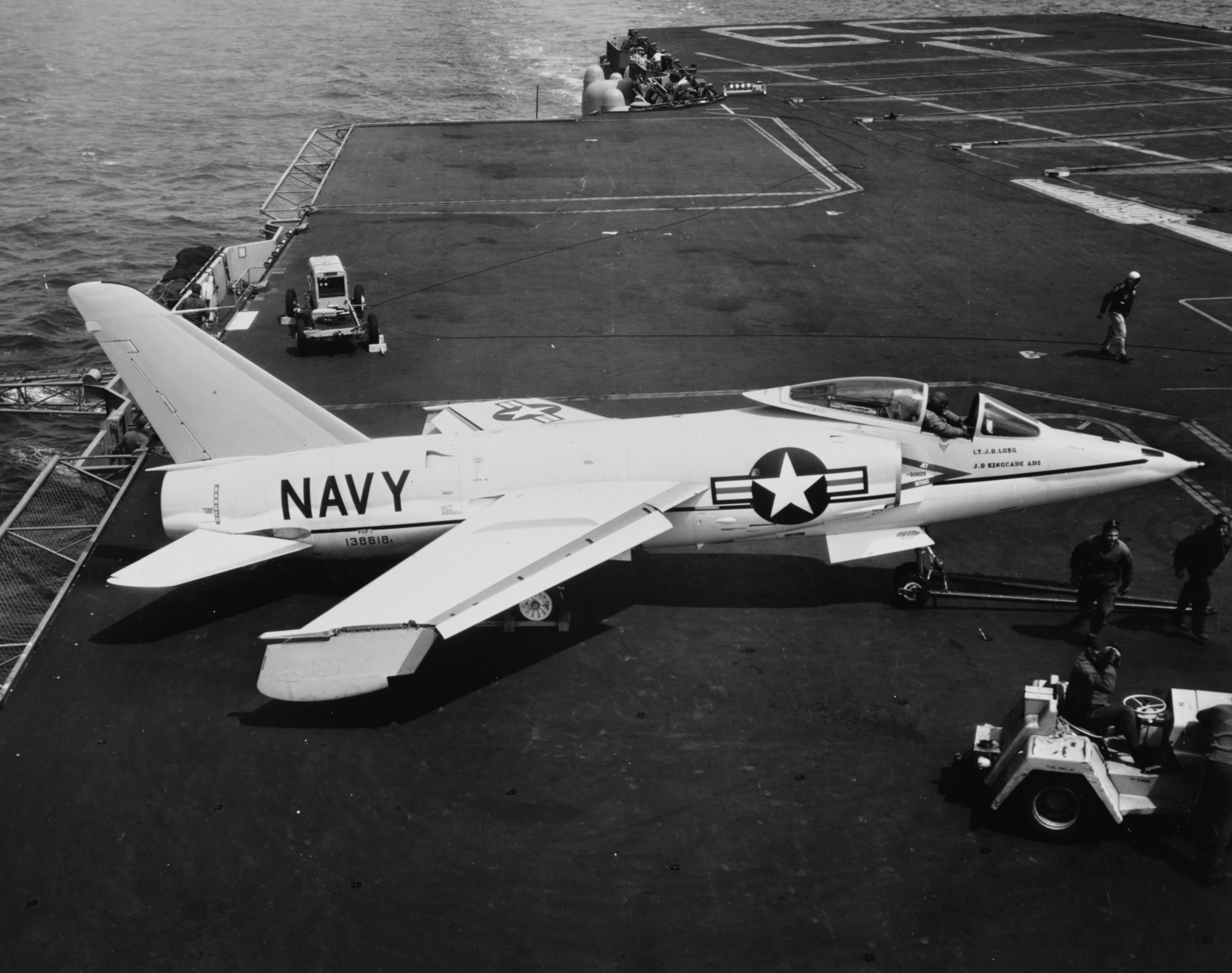
Складені вниз закінцівки F11F Tiger
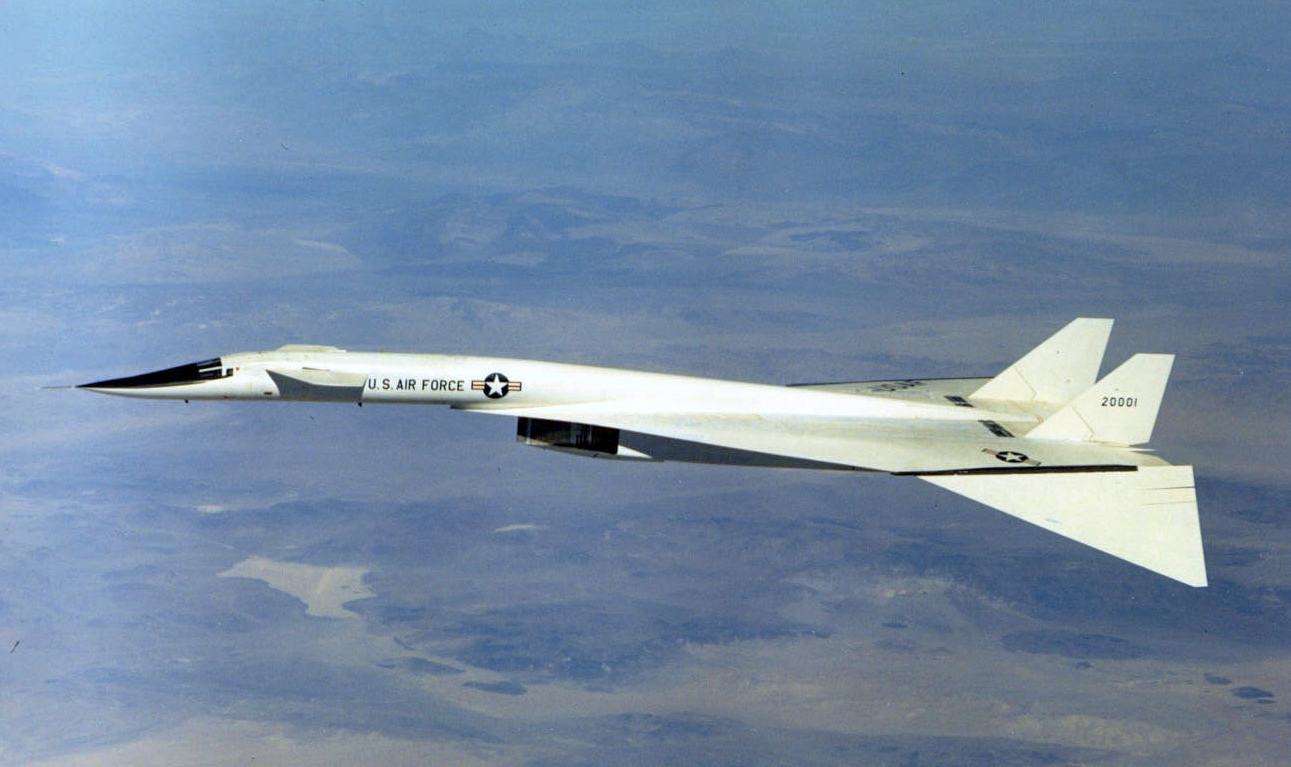
Складені для швидкісного польоту кінці крила XB-70A Valkyrie
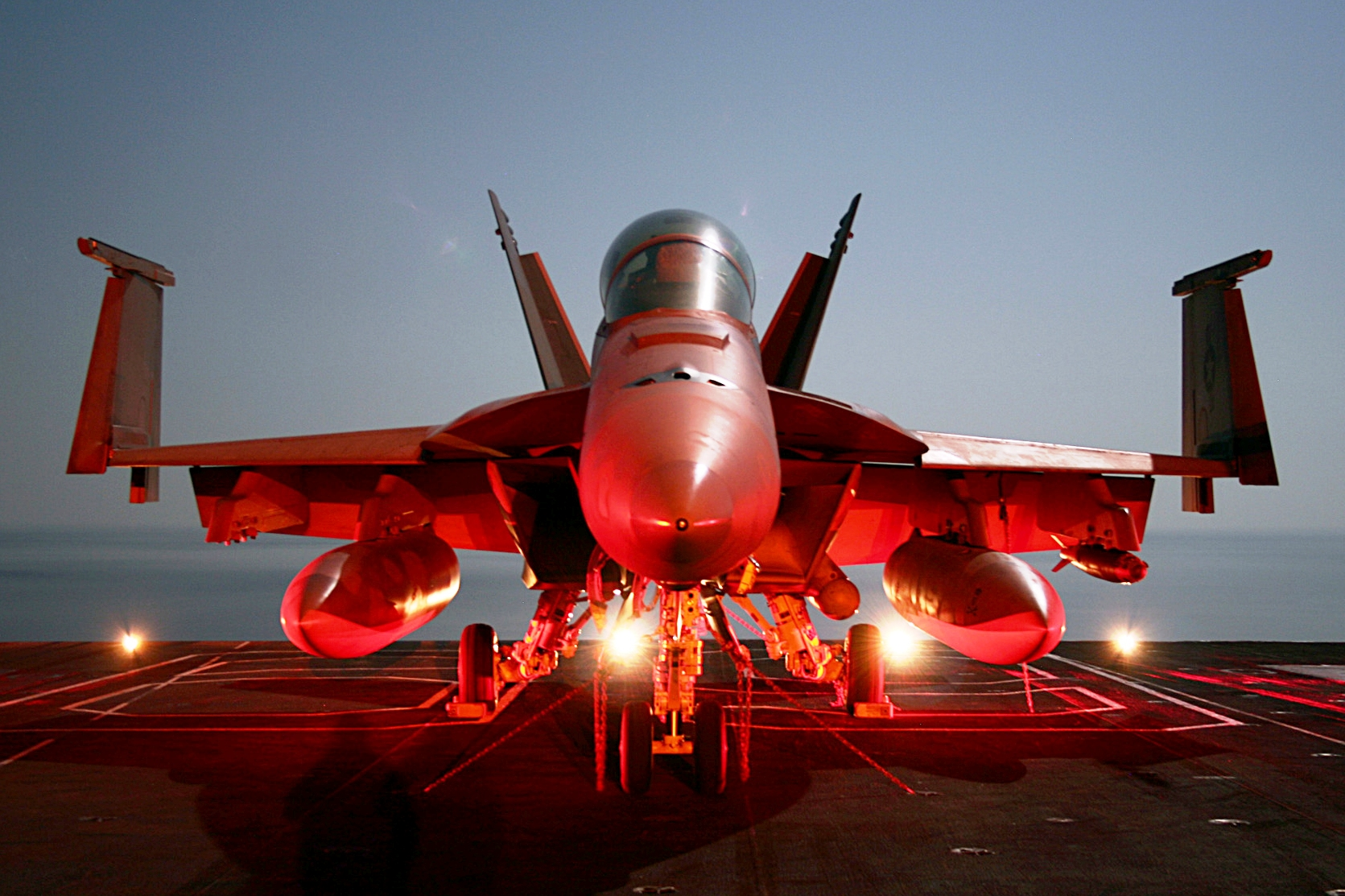
F/A-18E/F Super Hornet
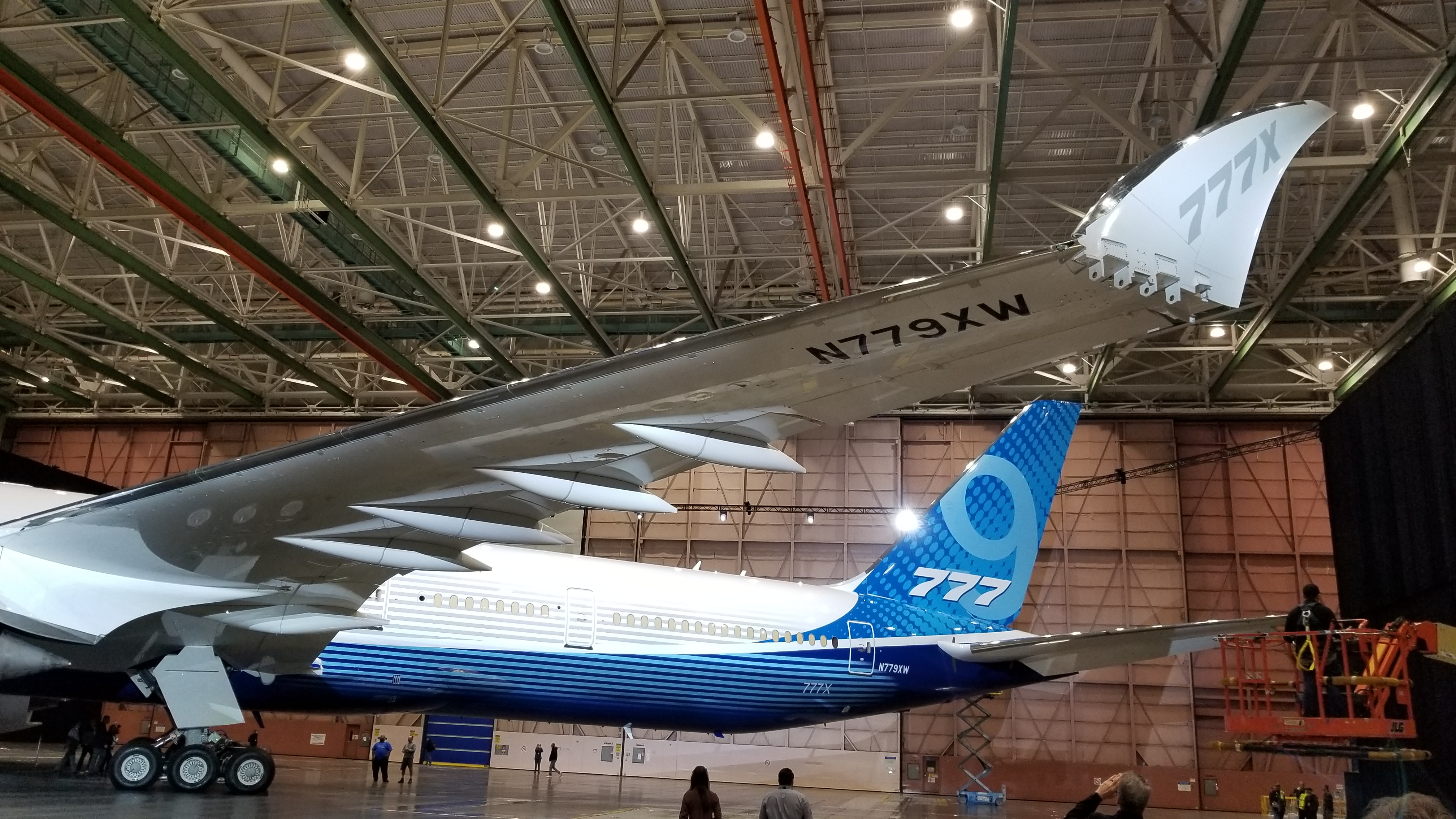
Складена закінцівка Boeing 777X

### Складання вздовж фюзеляжу

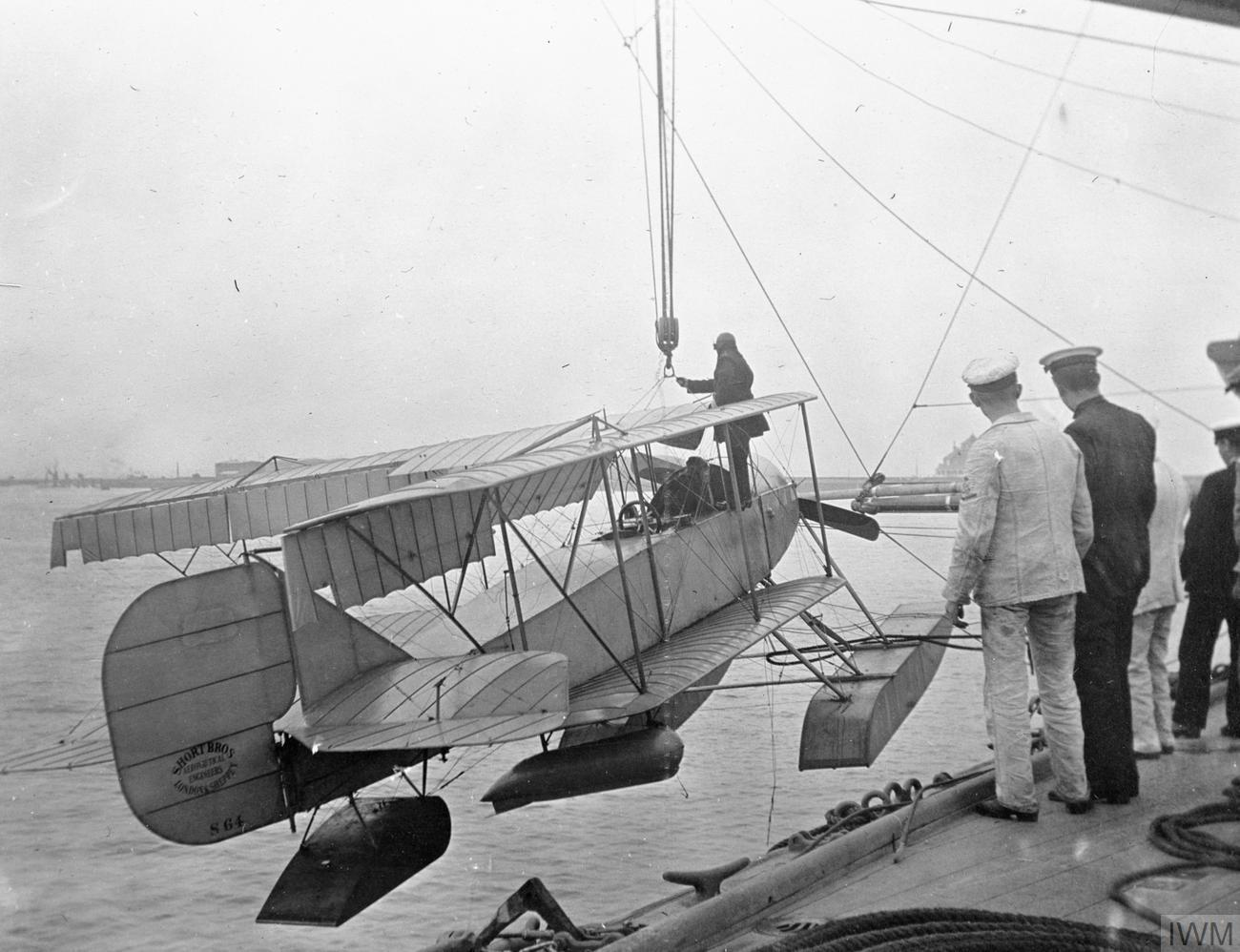
Short Admiralty Type 81[en], один із перших літаків зі складаними крилами
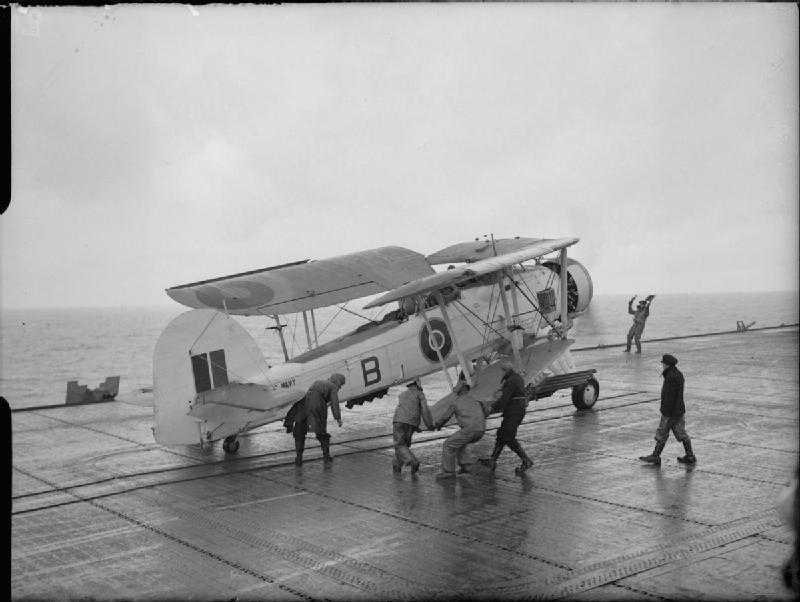
Fairey Swordfish
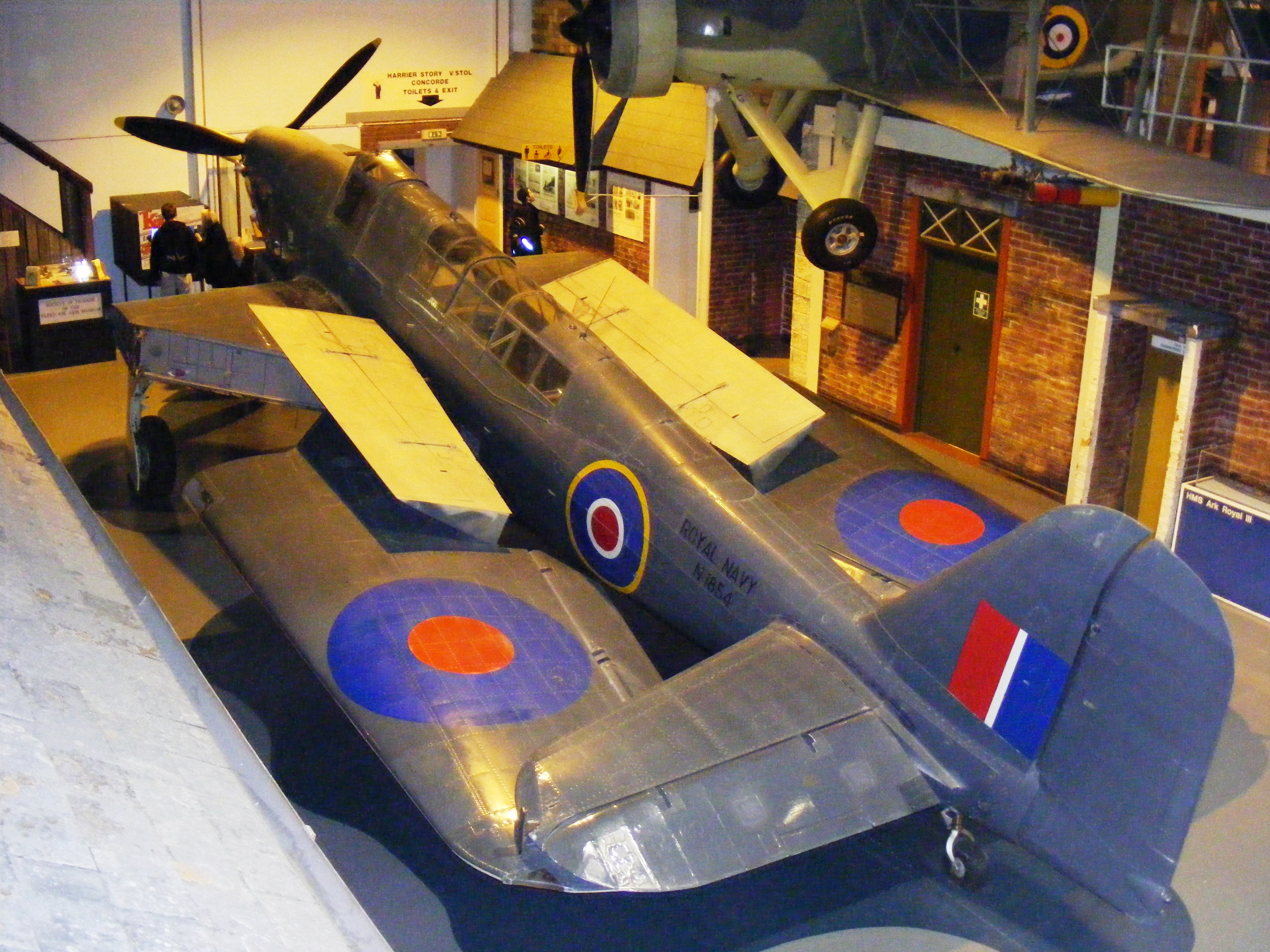
Fairey Fulmer
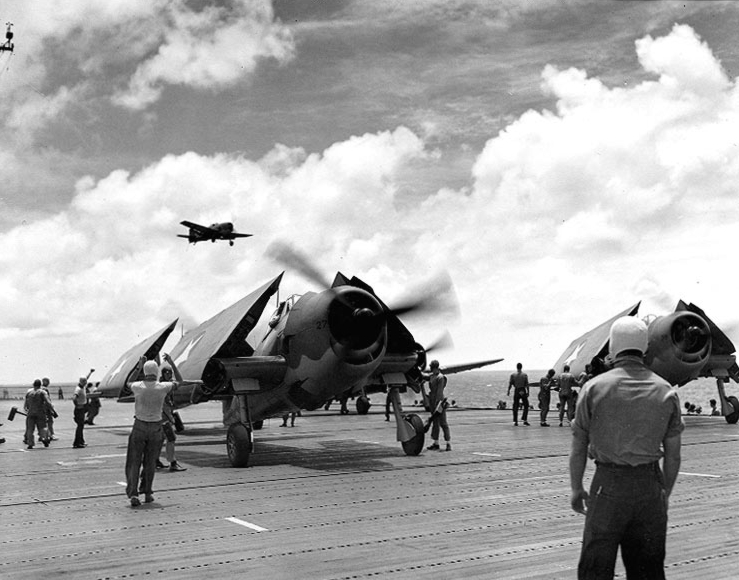
Sto-Wing на F6F Hellcat
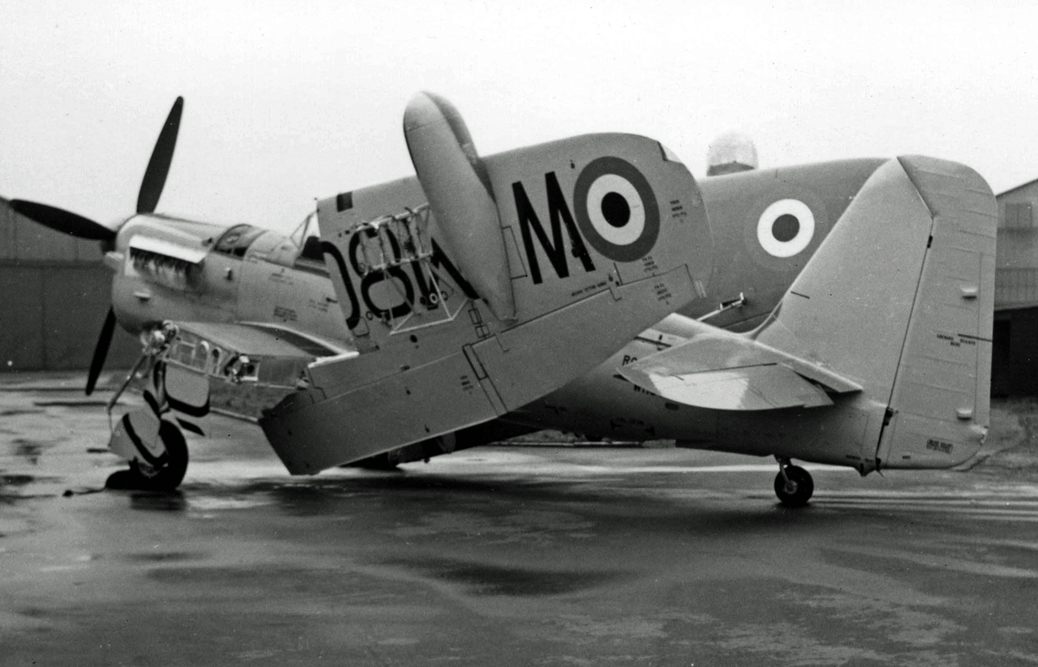
Fairey Firefly
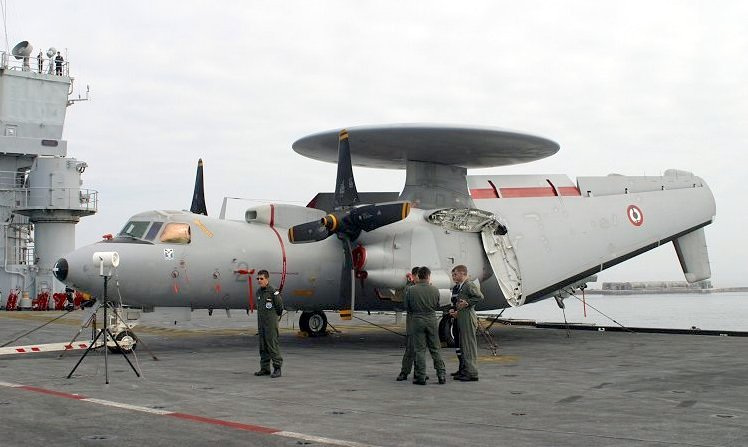
Sto-Wing на E-2 Hawkeye
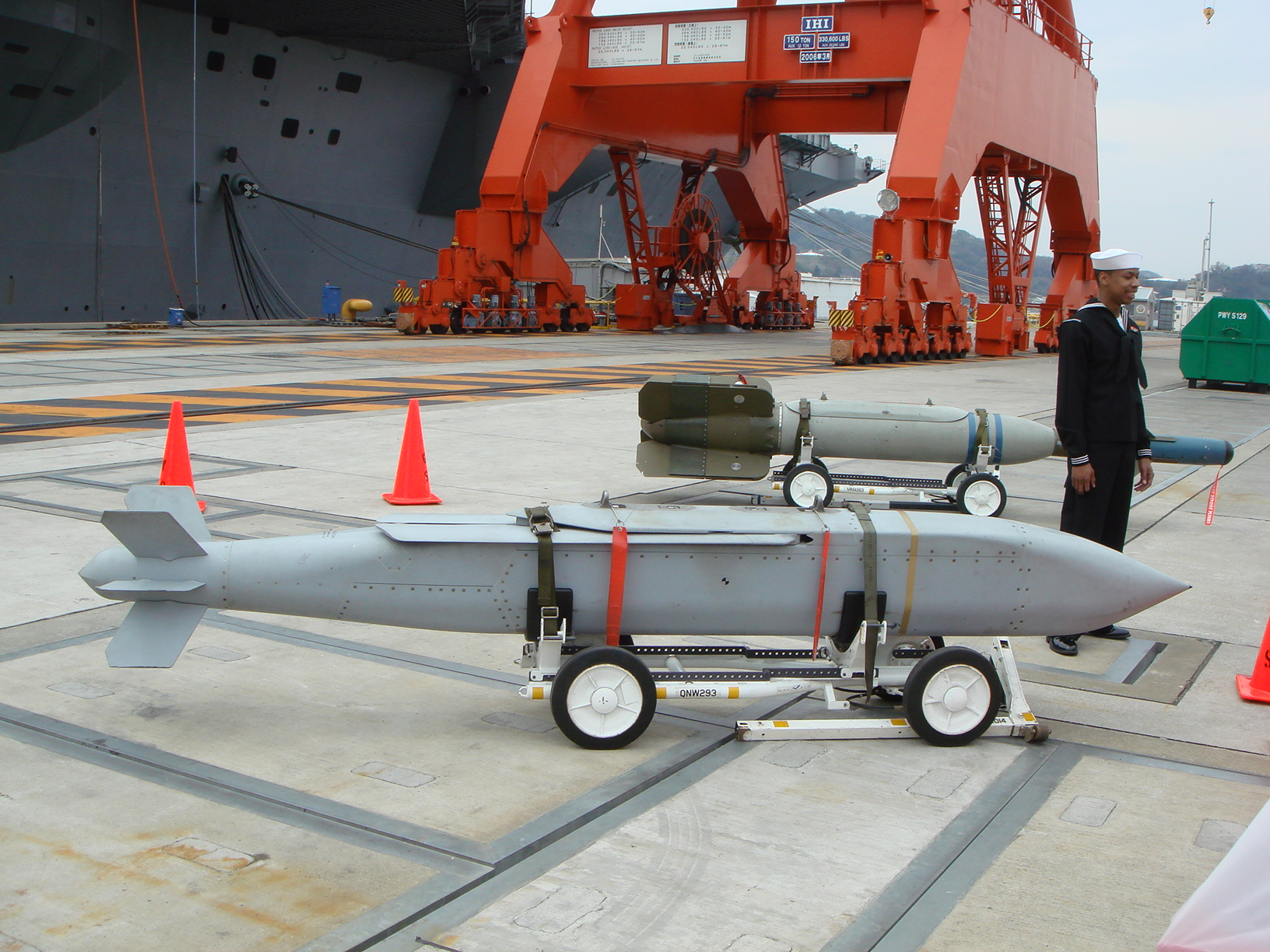
AGM-154 JSOW

### Складання оперення

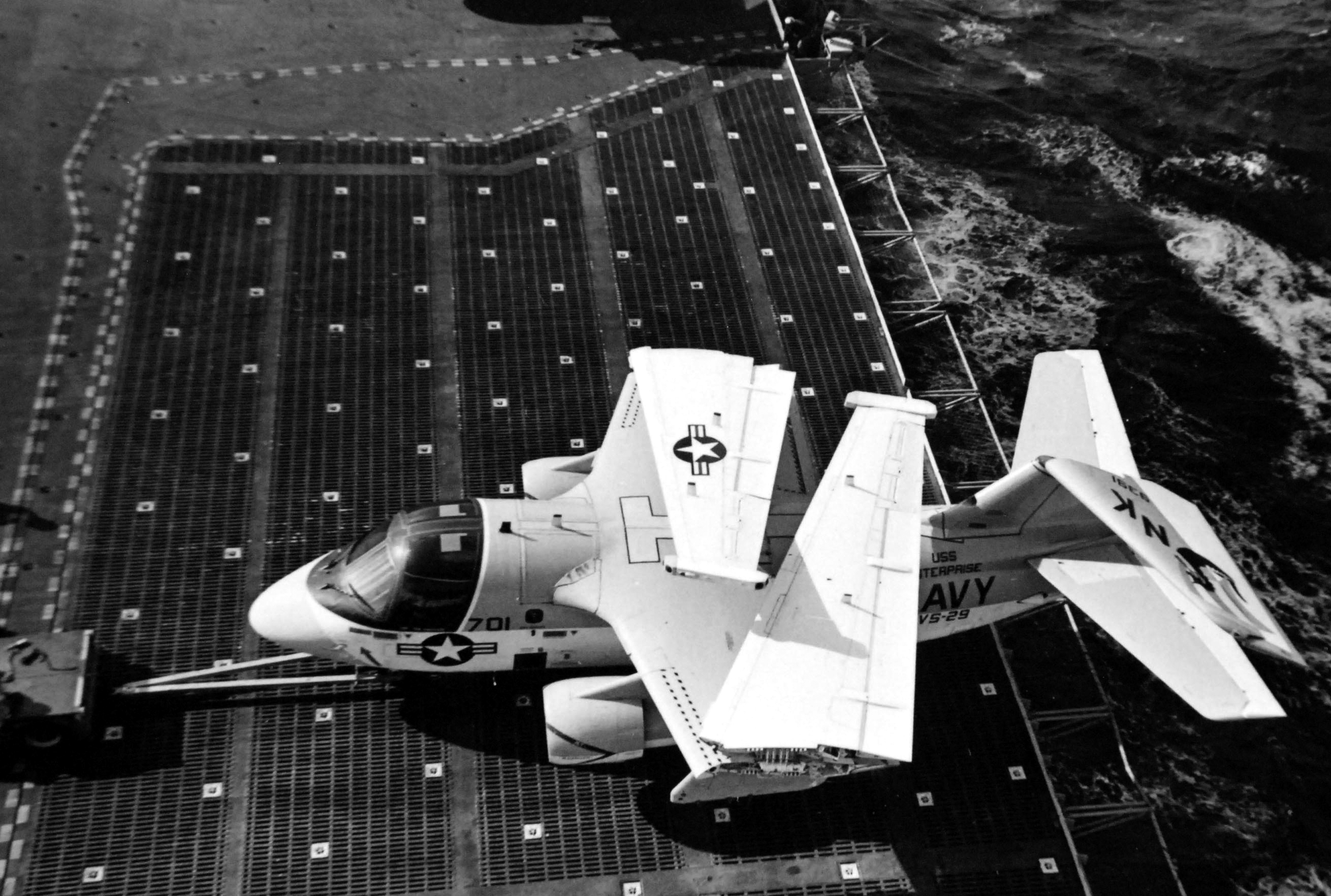
S-3 Viking[en] зі складеним кілем
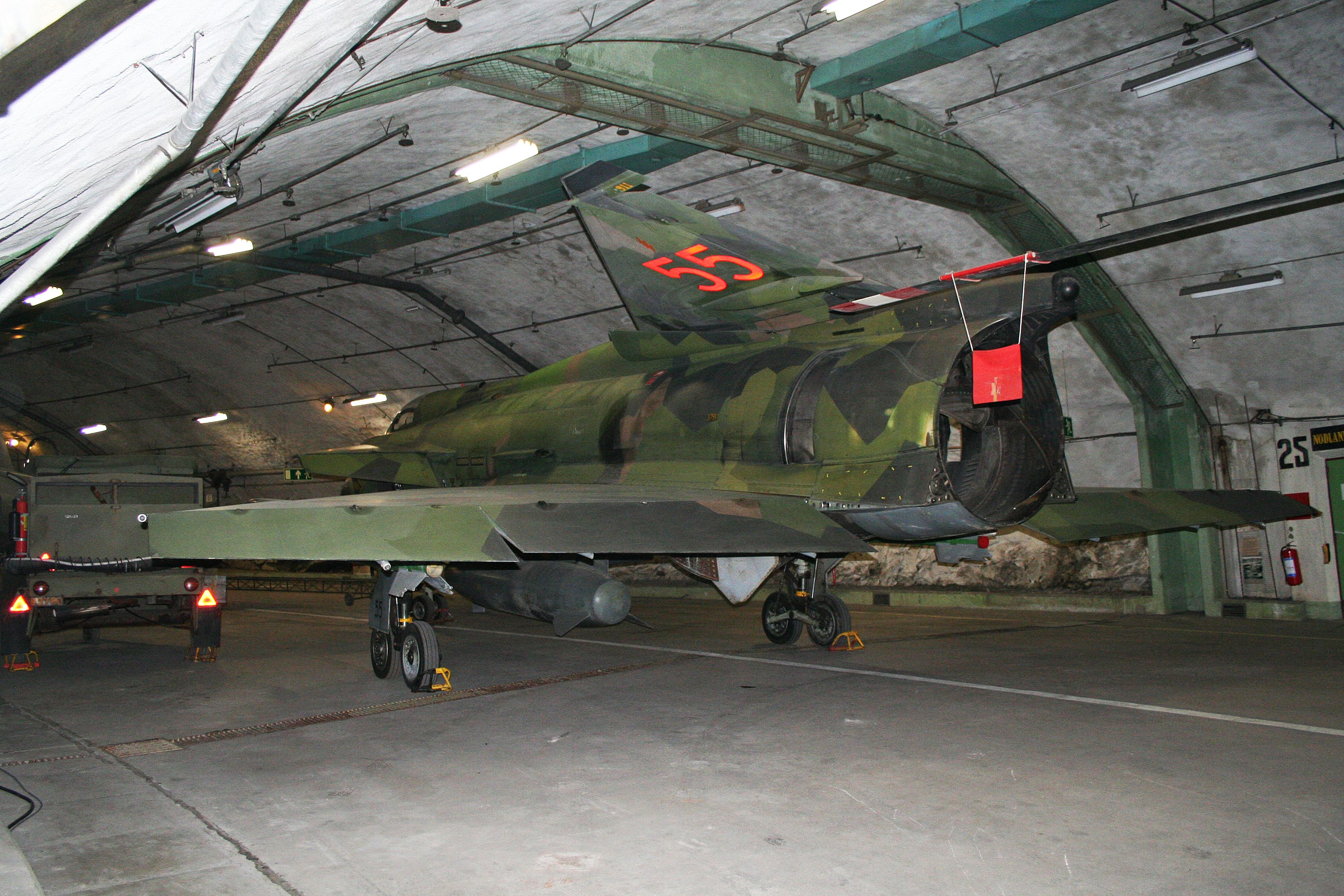
Saab 37 Viggen
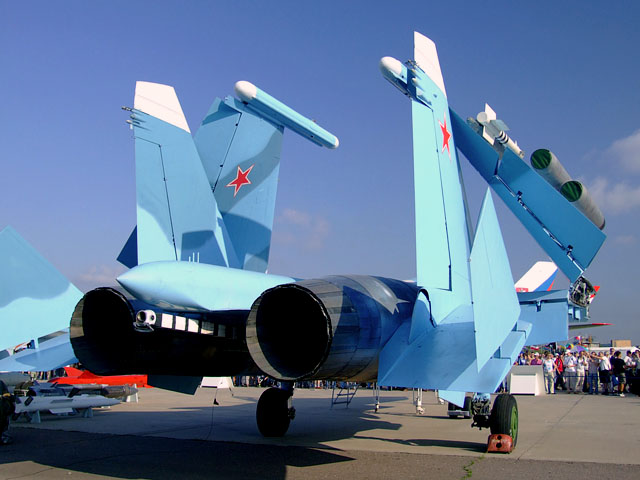
Складені стабілізатори Су-33

### Інші способи складання

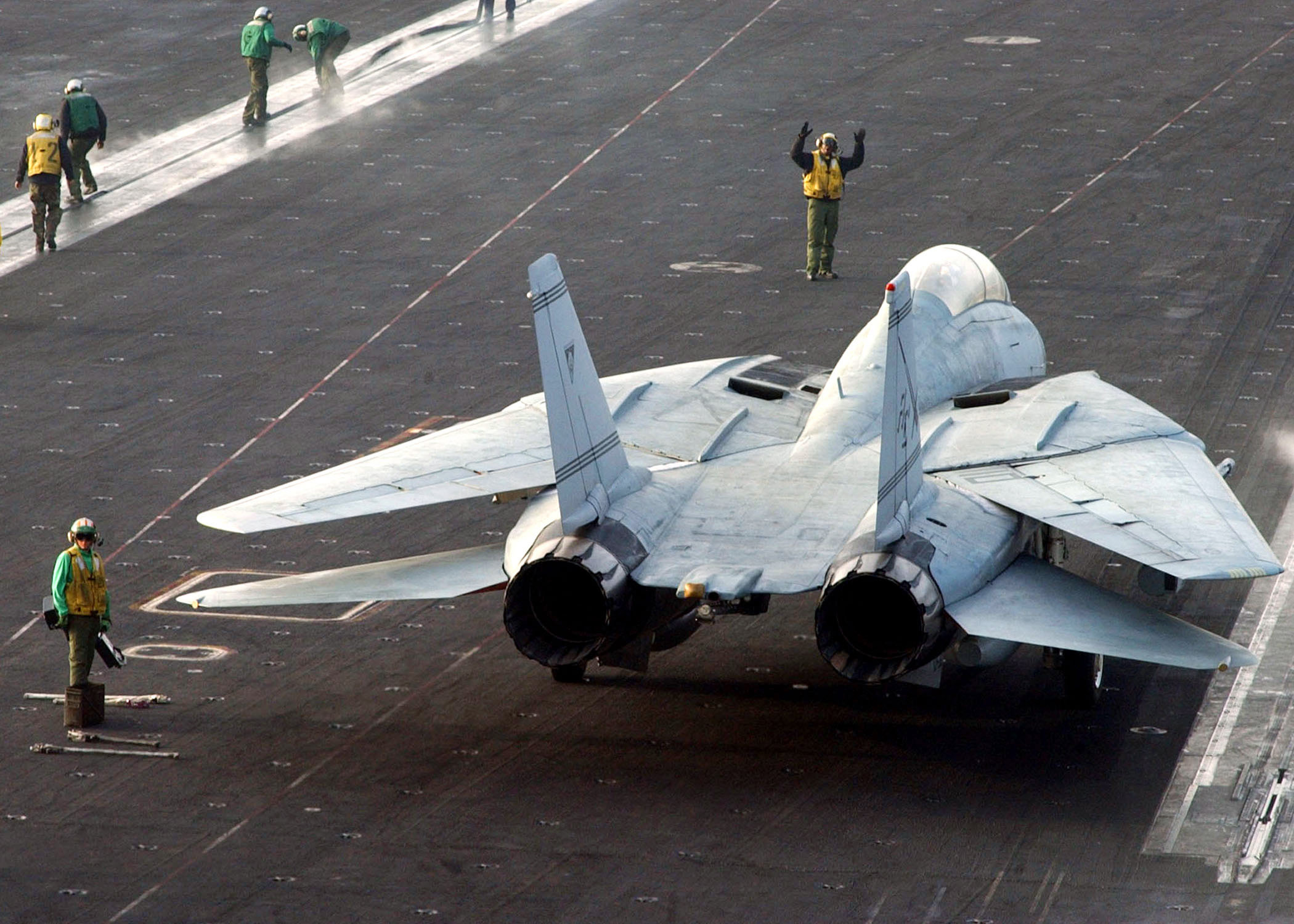
F-14 Tomcat з максимальним поворотом крила
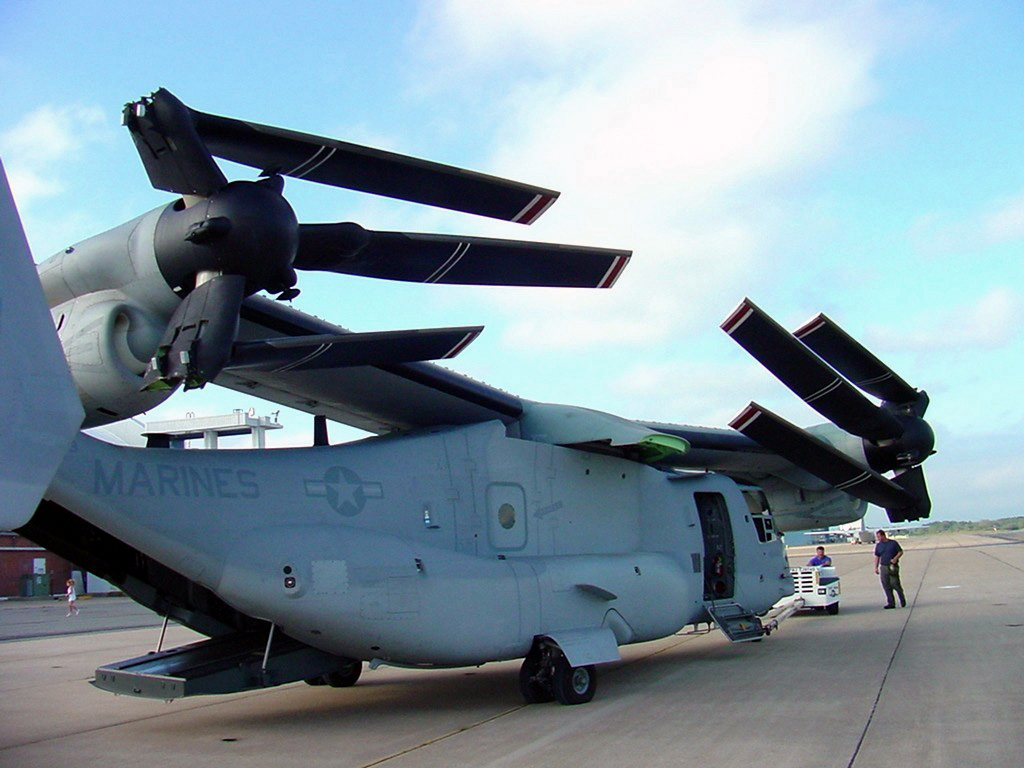
Повернуте крило та складені лопаті V-22 Osprey